# Аблаев, Амза Меметович
Амза́ Меме́тович Абла́ев (крымскотат. Amza Memet oğlu Ablayev, Амза Мемет огълу Аблаев; 22 мая 1922, Корбек, Крымская АССР — 10 сентября 1998, Заречное, АР Крым) — советский общественный деятель, педагог, деятель крымскотатарского национального движения. Участник Второй мировой войны.

## Биография
Родился 22 мая 1921 года в деревне Корбек. Осенью 1929 года его родителей за отказ вступить в колхоз раскулачили и выслали на Урал.
Участник Второй мировой войны. В РККА был призван в 1942 году. Командир артиллерийской батареи. После депортации крымских татар в 1944 году проживал в Узбекской ССР в посёлке Кавунчи. В 1948 году поступил на заочное отделение физико-математического факультета Ташкентского педагогического института и начал преподавать математику в местной городской школе.
С конца 1950-х годов участвовал в крымскотатарском национальном движении. В Янгиюле вместе с Абдураманом Мурадасыловым создал инициативную группу. Поддерживал связь с группой национального движения за возвращения в Крым и возобновления государственности. В 1960 году поступил на исторический факультет Ташкентского пединститута. Учёбу не окончил из-за конфликтов с преподавательским составом по вопросам национальной политики страны. Был исключён из КПСС.
С 1965 по 1970 год в Янгиюле участвовал в составлении программ и повесток республиканских встреч. Являлся организатором массовых митингов крымских татар в Ташкенте 27 августа и 2 сентября 1967 года. В 1985—1986 годах помогал в создании молодёжной инициативной группы Янгиюля. 14 марта 1987 года на встрече представителей инициативных групп крымских татар Аблаева включили в список народных представителей, которые должны были встретиться с генеральным секретарём ЦК КПСС Михаилом Горбачёвым. Участник первого Всесоюзного совещания представителей инициативных групп национального движения крымских татар в Ташкенте, состоявшегося в апреле 1987 года. В числе 16 человек вошёл в Центральную инициативную группу. Принимал участие во втором Всесоюзном совещании представителей инициативных групп национального движения крымских татар в июне 1987 года в Ташкенте. Принимал участие в акциях протеста в Москве. Присутствовал на встречах с Председателем Президиума Верховного Совета СССР Андреем Громыко.
В 1989 году вернулся на полуостров. Являлся членом президиума Общества ветеранов национального движения. Автор работы «Трагедия народа».
Скончался 10 сентября 1998 года в селе Заречное, где и похоронен.

## Награды и звания
- Заслуженный учитель Узбекистана[2]
- Отличник народного образования СССР[2]

## Семья
Дочь — Нияр, сын — Мустафа.